# Прево (должность)
Прево́ (фр. prévôt ← лат. præpositus «начальник») — в феодальной Франции, XI−XVIII веков, должностное лицо, королевский чиновник или ставленник феодала, обладавший до XV века на вверенной ему территории судебной (превотальные суды), фискальной и военной властью, с XV века выполнял лишь судебные функции.
В другом источнике указано что Прево (фр. prévôt), прежде титул некоторых должностных лиц во Франции, имевших судебную власть или высший надзор за чем-либо.

## Виды

### Королевский прево
Королевские прево (фр. prévôt royal) занимали  низшую ступень в иерархии королевских судей. Судьи, подчинявшиеся старшим судьям, в разных регионах Франции назывались по-разному. В Нормандии и в Бургундии их звали «шателе́нами» (châtelains), на юге — «вигье́» (viguiers). Они находились в королевской юрисдикции, то есть подчинялись напрямую королю.

### Господский прево
(фр. prévôt seigneurial)

### Марешальский прево
(фр. prévôt des maréchaux)

### Старший прево Франции
(фр. prévôt de l'hôtel ou grand prévôt de France)

### Старший прево монетного двора
(фр. prévot général ou grand prévôt des monnaies)

### Купеческий прево
(фр. prévôt des marchands) — глава торговых цеховиков или, другими словами, старейшина купеческого цеха.